# Christoph Fasbender
Christoph Fasbender (* 2. Juni 1966 in Kassel) ist ein deutscher Germanist und Mediävist. Er ist seit 2009 Professor für deutsche Sprach- und Literaturgeschichte des Mittelalters und der Frühen Neuzeit an der TU Chemnitz.

## Leben
Fasbender studierte ab 1986 Germanistik und Kunstgeschichte sowie Deutsch und evangelische Theologie für das höhere Lehramt an der Universität Göttingen mit dem ersten Staatsexamen 1994. Dabei war er wissenschaftlicher Mitarbeiter bei Albrecht Schöne bei dessen kommentierter Faust-Ausgabe und der Herausgabe des Briefwechsels von Georg Christoph Lichtenberg und von Jens Haustein und Karl Stackmann bei der Herausgabe der Dichtung von Frauenlob. Ab 1995 war er an der Universität Jena bei Jens Haustein, an der er 1998 mit einer Arbeit über Jakob von Paradis promoviert wurde. Die Habilitation folgte 2007. Seit 2009 ist er Professor in Chemnitz. Von 2009 bis 2012 war er dort Dekan der Philosophischen Fakultät und von 2012 bis 2016 Prorektor für Lehre, Studium und Weiterbildung.
2006 entdeckte er einen kleinen Teil einer bis dahin unbekannten Überarbeitung des Wigalois von Dietrich von Hopfgarten aus der Zeit um 1455 in der Bibliothek des Evangelischen Ministeriums im Augustinerkloster Erfurt.

## Schriften
- Von der Wiederkehr der Seelen Verstorbener: Untersuchungen zu Überlieferung und Rezeption eines Erfolgstextes Jakobs von Paradies; mit einem Abdruck des Autographs, Heidelberg, 2001 [Diss. Jena 1998] (Jenaer Germanistische Forschungen. NF 12)
- Brandan. Die mitteldeutsche Reisefassung, hrsg. und kommentiert von Reinhard Hahn und Christoph Fasbender. Heidelberg 2002 (Jenaer Germanistische Forschungen. NF 14)
- Nibelungenlied und Nibelungenklage. Neue Wege der Forschung, Darmstadt 2005
- bescheidenheit. Deutsche Literatur des Mittelalters in Eisenach und Erfurt. Katalog zur Ausstellung der Universitäts- und Forschungsbibliothek Erfurt/Gotha in der Universitätsbibliothek Erfurt vom 22. August bis 13. Oktober 2006, hrsg. v. Christoph Fasbender. Gotha 2006
- Metzler Lexikon Literatur. Begriffe und Definitionen. Begründet von Günther und Irmgard Schweikle. 3., vollständig neu bearbeitete und erweiterte Auflage, hrsg. v. Dieter Burdorf, Christoph Fasbender und Burkhard Moennighoff. Stuttgart 2007
- Conradus Mutianus Rufus und der Humanismus in Erfurt. Katalog zur Ausstellung der Forschungsbibliothek Gotha auf Schloss Friedenstein, hrsg. von Christoph Fasbender. Gotha 2009
- Der 'Wigalois' Wirnts von Grafenberg. Eine Einführung, de Gruyter. Berlin und New York 2010
- Der ‘Wigelis’ Dietrichs von Hopfgarten und die erzählende Literatur des Spätmittelalters im mitteldeutschen Raum. [Habil.-Schrift masch. Jena 2006]. Stuttgart 2010 (Beiheft zur Zeitschrift für deutsches Altertum und deutsche Literatur 10)
- Aus der Werkstatt Diebold Laubers. Unter Mitarbeit von Claudia Kanz und Christoph Winterer, hrsg. von Christoph Fasbender. Berlin und Boston 2012 (Alemannische Kulturtopographie 3)
- Wissenspaläste. Räume des Wissens in der Vormoderne, hrsg. v. Gesine Mierke und Christoph Fasbender. Würzburg 2013 (Euros. Chemnitzer Arbeiten zur Literaturwissenschaft 2)
- Lateinschulen im mitteldeutschen Raum, hrsg. von Christoph Fasbender und Gesine Mierke. Würzburg 2014 (Euros. Chemnitzer Arbeiten zur Literaturwissenschaft 4)
- Bürgers Bücher. Laien als Anreger und Adressaten in Sachsens Literatur um 1500, hrsg. von Christoph Fasbender und Gesine Mierke. Würzburg 2017 (Euros. Chemnitzer Arbeiten zur Literaturwissenschaft 6)